# 喜馬拉雅小熊貓
喜馬拉雅小熊貓，又叫西方小熊猫，是一种小型小熊貓科哺乳动物，主要分布於喜马拉雅山脉东部（尼泊尔，不丹，印度北部，缅甸北部，中国西藏和云南西部） 。

## 发现及分类
1821年11月，英国驻印军的一位少将托马斯·哈德威克在驻地发现小熊猫，并根据在附近的观察，把小熊猫作为哺乳动物的一个新属。根据小熊猫的叫声，他把小熊猫称为Wah，还准备将其作为学名。作为第一个发现小熊猫的人，哈德威克在伦敦林奈学会宣读了自己的发现，但是他的的论文直到1827年才在《林奈协会学报》上发表，此时小熊猫已被法国动物学者弗雷德里克·居维叶命名。1824年，弗雷德里克·居维叶看到来自喜马拉雅山南坡的小熊猫标本后相当激动，根据其似貓的外型 及 閃耀光澤的毛皮 來稱其叫作“閃耀猫(Ailurus fulgens)”，此後Ailurus fulgens就正式成为其学名。此學名裡的屬名Ailurus源自古希臘語單字 ailouros，意思是「貓」；種小名fulgens是拉丁語，意思是「閃耀的、明亮的、閃閃發光的」。
2020年，中国科学院动物研究所研究员魏辅文研究认为小熊猫种内已产生遗传分化（在分类学中，把有亚种分化的种称为多型种，没有分化的叫单型种。凡是多型种首次定立种名时所依据的地方性种群，即称指名亚种，其他亚种一般冠上地区称谓。），并形成独立的指名亚种与小熊猫川西亚种。2020年的研究结果认为两类种群约于22万年前即分家，其后鲜有遗传上的交流，故建议将小熊猫指名亚种提升为种阶并命名为喜马拉雅小熊猫。

## 鑑別診斷
本種外觀與中华小熊猫相似，惟喜马拉雅小熊猫骨較窄、頭骨較短，全身呈棕红褐色，臀背部有较为鲜亮的橙黄色毛尖，额头部分为浅黄棕色，面部白色區塊比較多，尾巴环纹为红褐与黄白色相间，有时白环较不明显；体型较中华小熊猫稍小。

## 分布
本種主要分布於喜马拉雅山脉东部，與中華小熊貓的分布以雅魯藏布江為界線（尼泊尔，不丹，印度北部，缅甸北部，中国西藏和云南西部），目前有效族群數量僅不到5000隻。